# Trinidad Adolfo Paniagua Barrón
Trinidad Adolfo Paniagua Barrón (c. 1875-1916)   fue un general zapatista responsable de la fábrica de parque y municiones del Ejército Libertador del Sur.

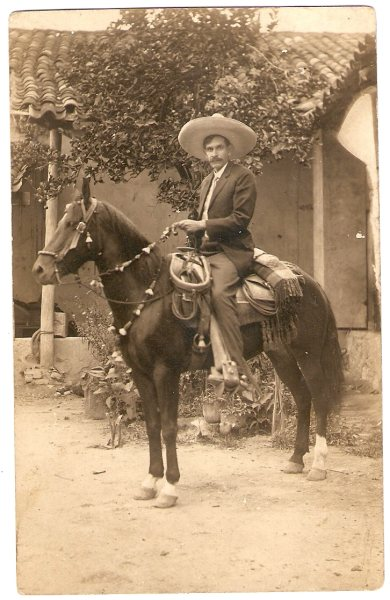
Trinidad Paniagua

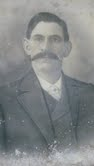
General Trinidad Paniagua

## Historia

### Sus primeros años
Trinidad nació en la localidad de Real del Monte, hoy Mineral del Monte, en el estado de Hidalgo. No se tiene información precisa ni de la fecha de su nacimiento ni de la identidad de sus padres.
Sin embargo, podemos pensar que nació, de acuerdo al santoral y a otros indicios, un día primero de noviembre, en la década de 1870-1880. Aunque se desconoce la identidad de sus antecesores, sabemos que tuvo un medio hermano, que creemos fue Amado Paniagua Islas, padre del famoso aviador Amado Paniagua Cortés, ambos originarios del Real.En este sentido, muy probablemente fuera hijo de Cayetano Paniagua, o de un hermano del mismo, por lo que habría al menos dos hijos:Amado y Trinidad. La señora Barrón, madre de Trinidad tuvo al menos dos hijas más. 

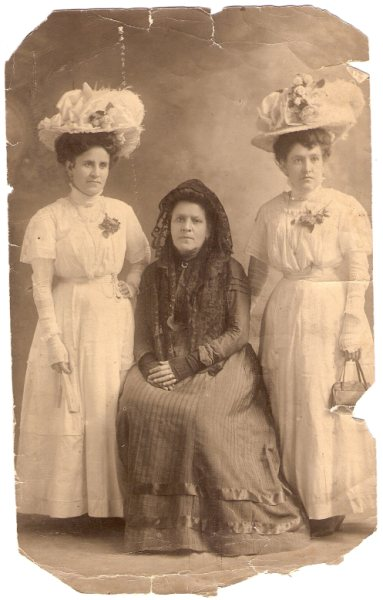
Madre y hermanas de Trinidad Paniagua

Fue Ingeniero Minero, ejerció su profesión primeramente en Real del Monte, Hidalgo y en el Oro, Estado de México.
Contrajo nupcias en su lugar de origen con Martina Falcón León, con quien procreó tres hijos: Guillermina (+)(1901), Efraín (+)(1904) y Elvira (+) (1909).

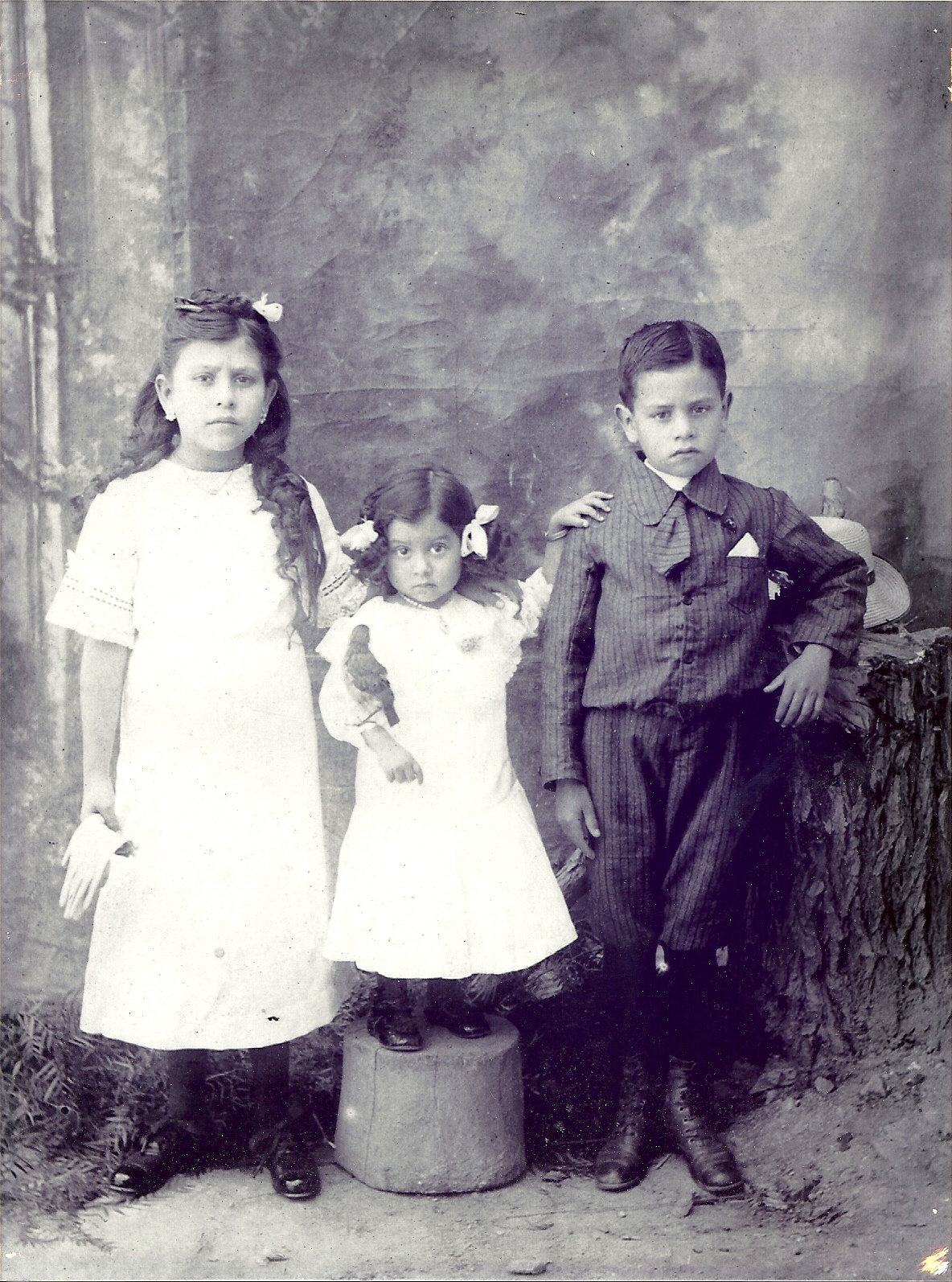
Los hijos de Trinidad y Martina

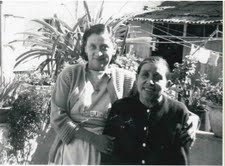
Guillermina y elvira

Su profesión lo llevó precisamente a la zona de insurrección del Ejército Libertador del Sur, a donde viajó para hacer la prospección de una mina. La ubicación de este yacimiento,es incierto para nosotros, pudo estar tanto en Morelos, Puebla o Guerrero, localizándose tal vez en este último lugar.
Se dice también que tenía cultivos de Linaloe, los cuales le producían buenas ganancias. El Linaloe es un árbol aromático,característico de las artesanías de Olinalá, Guerrero, cuya fragancia era muy codiciada por la perfumería de la época. Así que las afluencias apuntan hacia ese espacio.

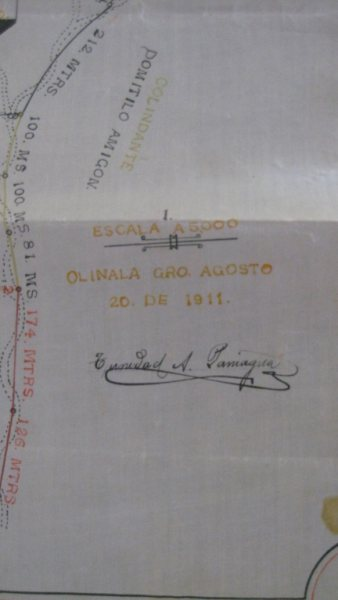
Mapa firma trinidad

### Su incorporación al E.L.Z.
No se saben las razones o motivos que hicieron incorporarse a Trinidad a las filas zapatistas, no obstante, existe evidencia que, Emiliano Zapata Salazar, había viajado al estado de Hidalgo y compartido con varias gentes del Mineral del Monte, entre ellos Juan Carlos Straffon Guerrero y su posterior jefe de servicios médicos, José Guadalupe Parres Guerrero -quienes eran primos hermanos-, lo cual hace pensar en vínculos de amistad desde ese entonces entre Emiliano y algunas personas del Real.

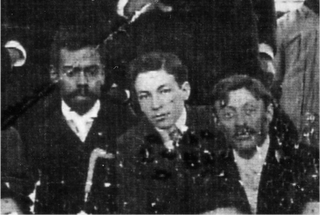
Juan Carlos Straffon, José G. Parres, Emiliano Zapata

Lo cierto es que a Trinidad le tocaron los tiempos revolucionarios y se incorporó al Ejército Libertador del Sur, seguramente entre 1911 y 1912. Para 1914, ya ostentaba el grado de Coronel, y en la campaña del estado de Guerrero, fue el responsable de la plaza de Chilpancingo, donde negó en el mes de abril, el indulto al sanguinario General Cartón, quien fue juzgado por el Consejo de Guerra zapatista, en la toma de la capital guerrerense. En ese mismo año, el 19 de junio, se une a la Ratificación del Plan de Ayala, en San Pablo Oxtotepec, en la actual delegación de Milpa Alta, D.F., firmando el documento con ese mismo rango militar. 
En el transcurso de la lucha revolucionaria conoce a Mercedes Amigón, con quien tuvo tres hijos, Salvador (1913), Celia y Lucila, siendo padrino Emiliano Zapata de Celia, por lo que había un lazo de compadrazgo entre Trinidad y el caudillo.

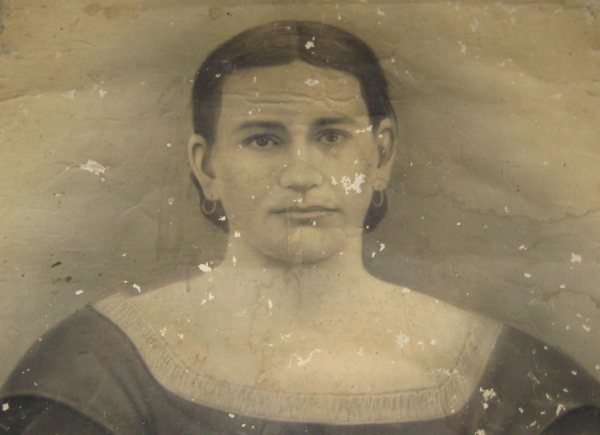
Mercedes Amigón

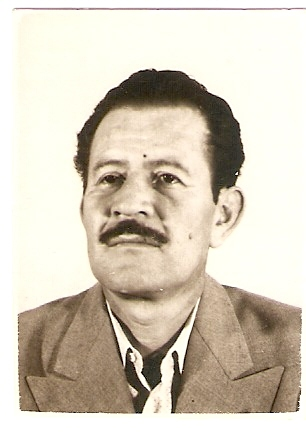
Salvador Paniagua Amigón

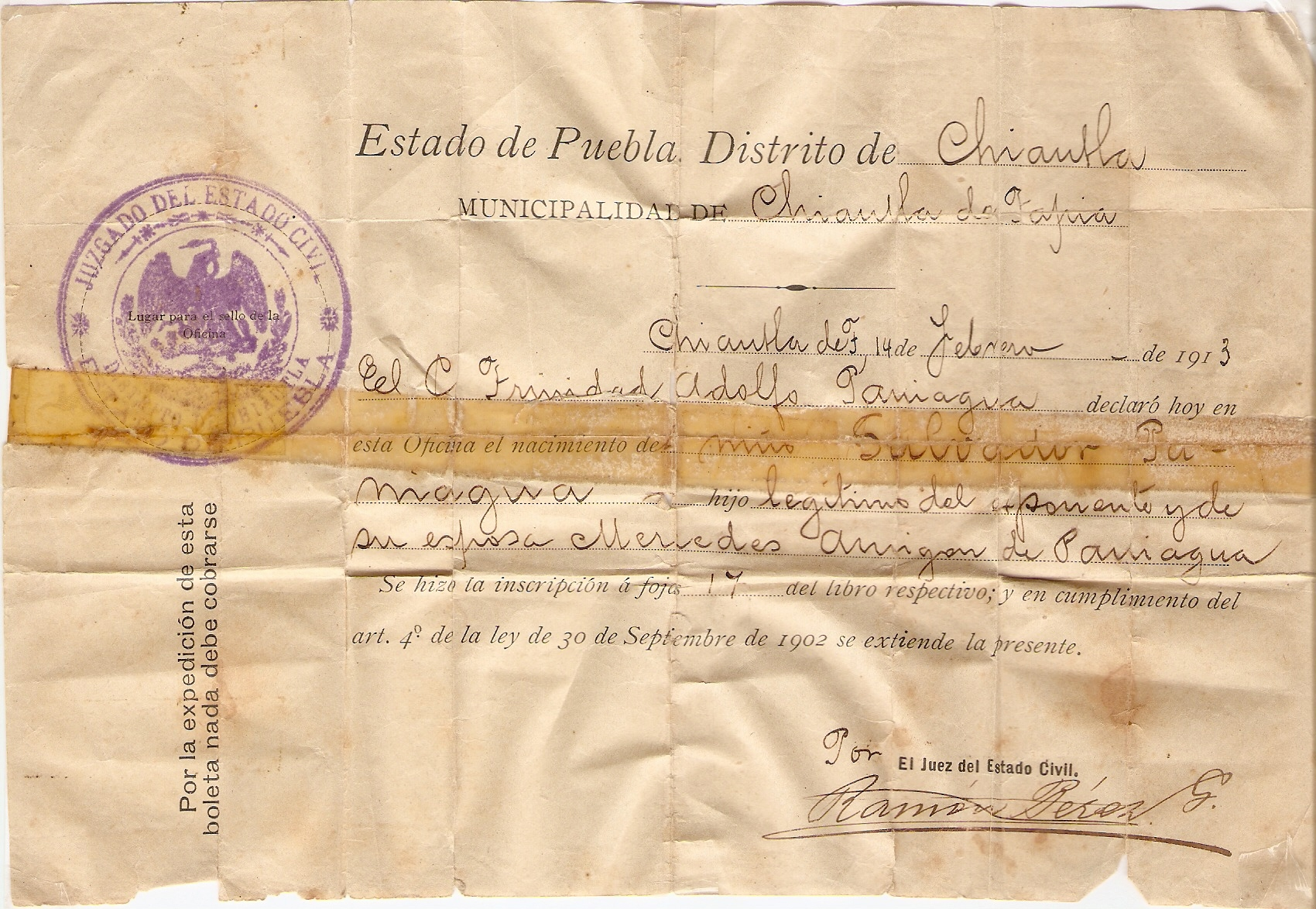
Acta de Nacimiento Salvador Paniagua Amigón

Posterior a 1914 y hasta 1916, Trinidad es nombrado como responsable de la fábrica de parque y municiones del E.L.S., con sede en las haciendas de Atlihuayán y Oacalco, hoy municipio de Yautepec, Morelos, donde ya es reconocido con el grado militar de General. En estas haciendas se producían municiones de "30" y de Mauser, se hacía la reparación de rifles y se fabricaba parque para cañones, es necesario señalar que no se elaboraban casquillos, ya que éstos se recogían en los campos de batalla y posteriormente se recargaban.

### Muerte del General Trinidad Paniagua
En 1916 recibe Trinidad la visita de sus hijos Guillermina y Efraín en los campamentos zapatistas y ellos son testigos,junto con la familia Amigón, de los hechos que  conducen a su muerte. Existen al menos tres versiones de estas circunstancias.
La primera versión es que para el día de su cumpleaños, Trinidad es invitado a comer en un pueblo cercano a su campamento, en los límites de Morelos y Puebla. Va acompañado por su escolta, el fiero y temible "Diablo", se decía que para dañar a Trinidad, primero había que enfrentar al terrible guardián. En una traición como tantas en nuestra historia, son asesinados tanto el "Diablo" como Trinidad. A lomo de mula, son enviados los cuerpos al reducto zapatista, donde la hija mayor Guillermina, constata con horror que el "Diablo" presenta terribles huellas de suplicio que ahondan más la pena por la pérdida de su padre. No hay que olvidar que en ese año, poco antes, en el mes de junio, fue tomado a sangre y fuego por los carrancistas, el Cuartel General Zapatista de Tlaltizapán,masacrando al menos a 286 personas, incluidas mujeres y niños; por lo que algunos combatientes debieron buscar lugares más seguros. Lo cual ubicaría a Trinidad, lejos de su tradicional zona de influencia.
La segunda versión cuenta que Trinidad, encabeza una peregrinación a la Villa de Guadalupe, regresando a Morelos con armamento encubierto, son descubiertos y aniquilados por los carrancistas, probablemente cerca de Coajomulco, municipio de Huitzilac, Morelos.
La tercera versión recogida por Valentín López González, es que Trinidad pierde la vida en un campamento ubicado en Huauchinantla, estado de Puebla, herido de manera accidental por uno de sus ayudantes. Esta versión es la que prevalece hoy en día.El combatiente zapatista Estanislao Tapia Chávez, hace eco de esta interpretación. señalando que al general "Antonio Paniagua" -hay que recordar que en los documentos de la época, aparece con el nombre de Trinidad "A." Paniagua, tal vez de ahí la confusión- lo mató en el cuartel del Gral. Benigno Abúndez, en Las Carboneras, su asistente Camerino, apodado " el Diablo". El lugar se los sucesos va de Axochiapan, Morelos, a Huauchinantla, Puebla, en todo caso dentro del área de ascendencia del General Abúndez. La versión de Estanislao, tal vez correspondía a una información oral recibida por él, de ahí algunas confusiones, pero en la que coinciden los personajes en lo esencial.
De estas tres versiones, las dos primeras, son transmitidas de manera oral por los sobrevivientes de la familia Paniagua. Las fechas de estas dos versiones coinciden en el mes de noviembre, en el cumpleaños de Trinidad (1 de noviembre) y en la ida a la Villa de Guadalupe, pues es bien sabido que semanas antes del 12 de diciembre,fecha de conmemoración de la Virgen de Guadalupe, comienzan las peregrinaciones de los pueblos, a ese lugar de culto.
De cualquier manera, no se sabe el lugar donde fue sepultado Trinidad -es un hecho que no está en el Mausoleo de Tlaltizapán-, como otros tantos combatientes zapatistas, su cuerpo quedó posiblemente en alguna tumba improvisada del campo morelense, donde se ha perdido su memoria al paso del tiempo.
Trinidad se comprometió ante la República, en la Ratificación del Plan de Ayala, a sostener sus principios con "el esfuerzo de su brazo y aún a costa de su sangre y de su vida", honró su promesa, al igual que muchos de sus compañeros del Ejército Libertador del Sur.

### Epílogo
Guillermina, la hija mayor, regresó al estado de Hidalgo sobreviviendo a una serie de penurias, Efraín se quedó a combatir en el E.L.S. donde seguramente murió, pues nunca más se volvió a saber de él, Elvira la más pequeña de las Falcón, al igual que su madre Martina, se enteraron de la muerte de Trinidad hasta el regreso de Guillermina. La familia Amigón, ante el acoso al movimiento zapatista,tuvo que huir al estado de Nuevo León.
Dos años y medio después de la muerte de Trinidad, Emiliano Zapata salazar, fue traicionado y asesinado en la Hacienda de Chinameca, Morelos.